# Alcira Gigena
Gigena, también conocida como Alcira Gigena es una localidad argentina situada en el departamento Río Cuarto, provincia de Córdoba.
Se encuentra ubicada a 170 km de la ciudad de Córdoba, por la RN 36. Lo atraviesa un ramal del Ferrocarril Mitre, construido por el F.C.C.A, que comunica Río Cuarto, Río Tercero y Córdoba.
La principal fuente de ingresos, al igual que la mayoría del departamento, es la agricultura y la ganadería.
Posee un clima seco, templado y agradable la mayor parte del año, con una temperatura media de 8° en invierno y de 30° en verano. Soplan fuertes vientos en los meses de agosto y septiembre. El verano es la estación más lluviosa y el invierno la más seca.
La energía eléctrica proviene del embalse de Río Tercero y la administra una Cooperativa Eléctrica y de Servicios.

## Población
Cuenta con 6574 habitantes (Indec, 2022), lo que representa un incremento del 10 % frente a los 5919 habitantes (Indec, 2010) del censo anterior.
| Gráfica de evolución demográfica de Alcira Gigena entre 1991 y 2022 |
|                                                                     |
| Fuente: Censos nacionales del INDEC                                 |

## Historia
A fines del siglo XIX, Braulio Gigena compró una extensión de terreno de dos mil hectáreas, zona que abarca desde el arroyo de Tegua hasta la Estancia "La Laguna", distante dos mil metros de esta localidad, propiedad de Beatriz del Carmen Riveros Morcillo de Guerra, José María Morcillo Riveros y Cristina Morcillo de Riveros Gigena.

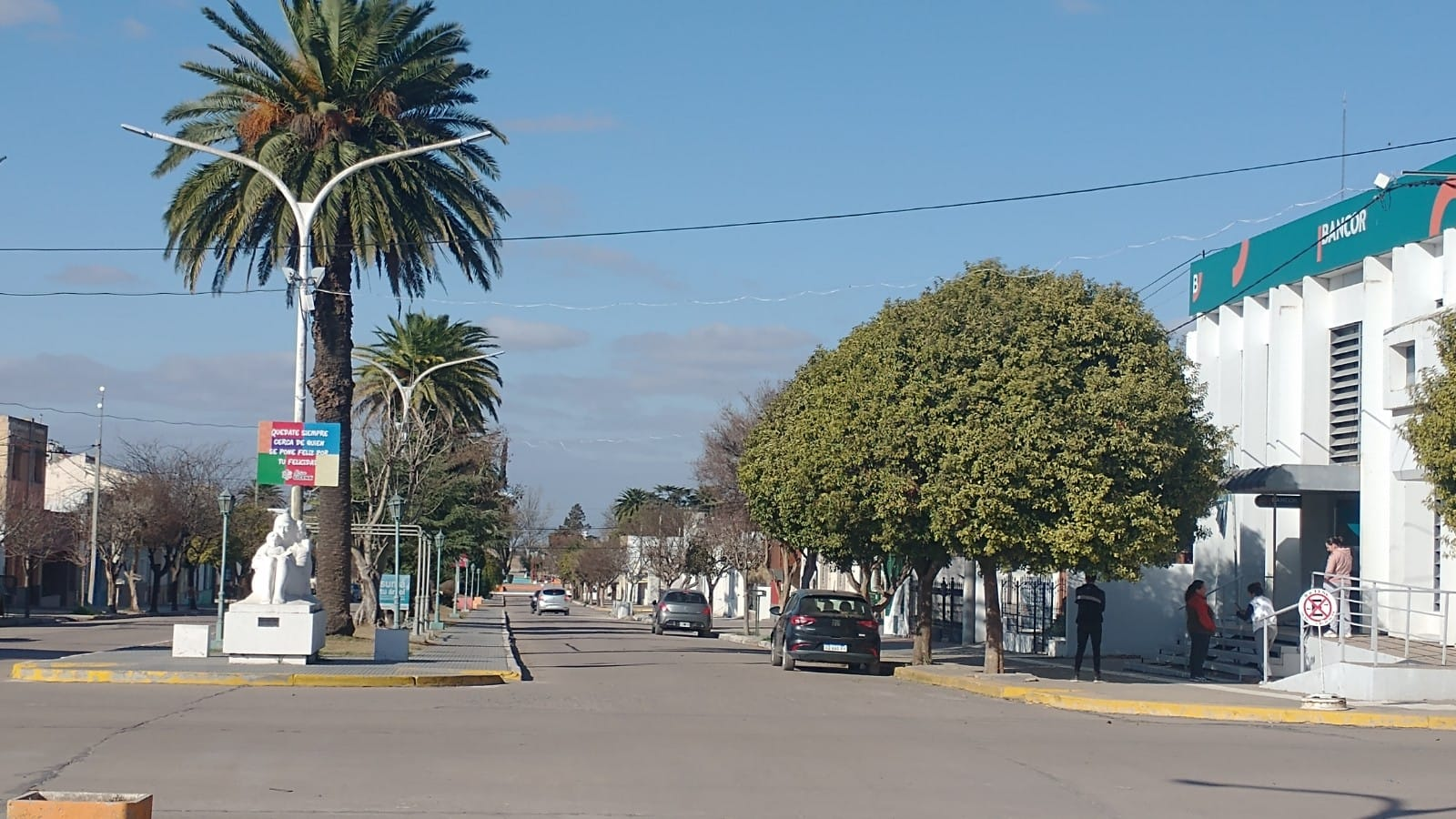
Bulevar en Alcira

En aquella época, estas tierras eran vírgenes, había algunos animales y el cultivo no se conocía. Braulio Gigena las dedicó para la siembra de plantas forrajeras, entregándose por completo a la cría de ganados vacuno, lanar y caballar. Dejó a un lado la agricultura, dada la dificultad que existía para el transporte de cereales, pues las estaciones más cercanas eran Río Cuarto y Cabrera y el único medio de comunicación carros y chatas, que eran de poca utilidad debido a los caminos en ese entonces intransitables.
A la muerte de Braulio Gigena, heredaron estas dos mil hectáreas sus hijos Alejandro, Ramona y Rosa, quienes se asociaron y constituyeron una sola Estancia, "La Unión", edificando la primera casa de la zona hecha con materiales rudimentarios y techo de paja.
Estos nuevos propietarios arrendaron una parte del terreno a algunos colonos, que fueron los primeros en dedicarse a la agricultura.

### Fundación del pueblo
Más tarde, en el año 1911, cuando se conoció el proyecto del ferrocarril de pasar la línea férrea por la región, estos tres hermanos separaron sus bienes, correspondiendo 700 hectáreas a Ramona Gigena Morcillo, quien formó una sociedad con Lutgardis Riveros Gigena con el objeto de trazar una población. Riveros Gigena, con la ayuda del ingeniero Wilson, delinearon el pueblo, que abarcaría una extensión de 186 hectáreas, que se dividieron en 84 manzanas.
La sociedad Riveros Gigena-Gigena donó 50.000 m² de terreno para el cuadro de la estación del ferrocarril, con la condición de que a esta, denominada entonces km "83.300", sobre el ramal Río Cuarto a Salto (Río Tercero), se le pusiera el nombre de Gigena, en recuerdo de Braulio Gigena.
Como no se realizó ninguna ceremonia para la fundación de este pueblo, no existe fecha exacta de la misma, aunque sí se sabe que Ramona G. de Morcillo inscribió este nuevo pueblo con el nombre de Alcira, en memoria de su hija, en el Departamento topográfico de la provincia, en 1911.

## Cronología de Alcira Gigena
Cronología de los principales eventos del poblado durante la primera mitad del siglo XX:
1912 - Empieza a funcionar la escuela provincial. El edificio actual se construyó en 1928. Ese mismo año se construye el edificio de la Policía.

1913 - Se crea la parroquia San José de Tegua, siendo su primer párroco el Presbítero Mosconi.
1923 - Comienza a funcionar el Banco de Córdoba.

1914 - Inauguración de la Oficina de Correos y Telégrafos.
1918 - Comienza a funcionar la red de Unión Telefónica, pero el suministro de energía había comenzado en 1917, con motor de 8 caballos a gas que brindaba luz a unas pocas viviendas.

1921 - Se adquiere una usina, con motor de 25 caballos de fuerza, que inicia el alumbrado de la calle. En 1925, con un motor de 65 caballos, se amplía el servicio hasta que llega otro motor de 80 caballos para completar el suministro durante las horas del día.

1925 - Se constituye la Municipalidad.

1928 - Se crea la Escuela Nacional Láinez N.º 290, que comienza a funcionar el 4 de agosto de ese año.

## Clubes

### Club Atlético Lutgardis Riveros Gigena
El Club Atlético Lutgardis Riveros Gigena se funda el día 5 de agosto de 1933 (91 años), estableciendo su primera comisión directiva.
Cristina Riveros de Morcillo dona las tierras donde hoy se ubica el campo de deportes de la institución, compuesto por canchas para la práctica de fútbol, natatorio, tenis, frontón y lugares de esparcimiento y uso común.
Eberardo Vignaroli fue el primer presidente de Riveros, gestión llena de logros y satisfacciones para la comunidad toda.
El 3 de mayo de año 1984 se declara de interés nacional la fiesta Nacional del Contratista Rural, organizada por la institución a través del decreto número 219 del Ministerio de Agricultura, Ganadería y Pesca de la Nación. Esta es una de las fiestas con más convocatoria de Reinas Nacionales del País, gracias a la ardua labor de Sonia Liliana Casaldi, una de las pioneras de este evento.
El domingo 3 de julio de 2011 fue un día histórico para la institución. El equipo de fútbol se proclama prácticamente campeón por primera vez en la historia del campeonato de la Liga Regional de Fútbol de Río Cuarto. La victoria obtenida por Riveros por 3 tantos contra 2 frente a Atlético Adelia María lo deja en la cima del torneo, pudiendo ser removido de esa situación solamente si el escolta Banda Norte de Río Cuarto consiguiera el domingo 10 de julio, última fecha, una victoria solo y tan solo por una diferencia de 9 goles sin que Riveros consiguiera un gol. El domingo 10 de julio de 2011 es el día más importante en la historia de Riveros, cuando se consagra campeón del torneo, obteniendo la victoria de un campeonato en primera división por primera vez en la historia.
Hoy Riveros es una institución reconocida a nivel nacional debido a la representación de la Reina Nacional del Contratista Rural por todo el país desde el año 1984 y habiendo recorrido miles de kilómetros, y además de ello, por su trayectoria, historia, disciplinas y actividades sociales.

### Club Sportivo y biblioteca Doctor Lautaro Roncedo
Según el Acta N.º 1, del 15 de marzo de 1926, se da nacimiento al Club Sportivo y biblioteca Dr. Lautaro Roncedo. Los jóvenes Francisco Fagiano, Serafín Fernández, los hermanos Estrella, Amaya y otros ciudadanos -que suman alrededor de veinticinco- firman el Acta. En ella declaran su interés en formar un club para fomentar la práctica de deportes, esencialmente el fútbol, que todos ellos seguían y practicaban, amén de originar un espacio social para los jóvenes y familias giennenses. El nombre del club surge en homenaje a un entrañable amigo de ellos, un hombre muy querido y respetado en Gigena, fallecido tempranamente en 1925: un "médico gaucho", el catamarqueño doctor Lautaro Roncedo.
Este club, que elige como divisa los colores celeste y blanco, crecería de aquí en más sin detenerse; los primeros años interviniendo en torneos del cada vez más popular "balompié", muchos de los cuales ganó, como lo testimonian los trofeos de su poblada vitrina. Luego sería el turno de más deportes, como el baloncesto, las bochas, el tenis y otros.
Por los años 1930 adquirió Simón Brarda -por la nada pequeña suma de $5.000- la manzana del pueblo donde, con el esfuerzo de las sucesivas generaciones de "roncedistas", construyó el núcleo edilicio principal de lo que es hoy el Club Roncedo.

## Eventos festivos
- "Fiesta Nacional del Contratista Rural", organizada por el Club Atlético Lutgardis Riveros Gigena.
- "Fiesta Nacional del Maíz y la Cosecha Gruesa", organizada por el Club Sportivo y biblioteca Dr. Lautaro Roncedo.
- Fiesta "La Flor del Pago", organizada por el Centro Tradicionalista Gauchos de Tegua.

## Personalidades destacadas

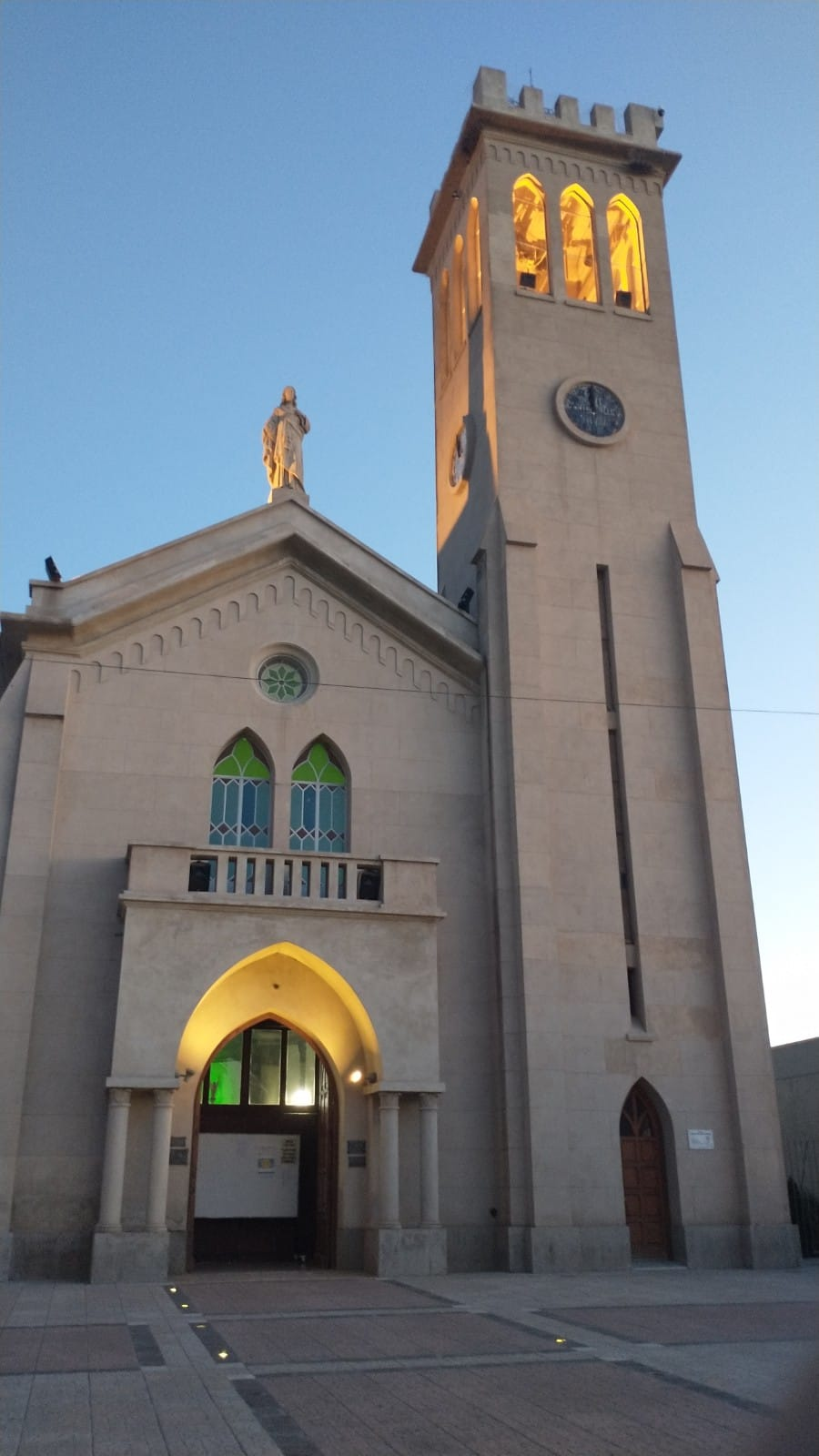
Parroquia San José de Tegua

- Parroquia San José de TeguaEduardo "Tingui" Saporiti, futbolista de River Plate, capitán del mismo equipo, y que también participó en la Selección Nacional.
- Monseñor Víctor Manuel Fernández, arzobispo católico, teólogo, escritor y profesor. De 2009 a 2018 fue rector de la Pontificia Universidad Católica Argentina. Designado en 2018 Arzobispo de la Plata. En 2023 el Papa Francisco lo nombra Prefecto del Dicasterio para la Doctrina de la Fe.
- Martín Cardetti, jugador de fútbol que comenzó su carrera en Rosario Central y fue parte de los equipos argentinos River Plate y Colón.

## Parroquias de la Iglesia católica en Alcira Gigena
| Diócesis  | Villa de la Concepción del Río Cuarto |
| --------- | ------------------------------------- |
| Parroquia | San José de Tegua                     |